# Random Harvest

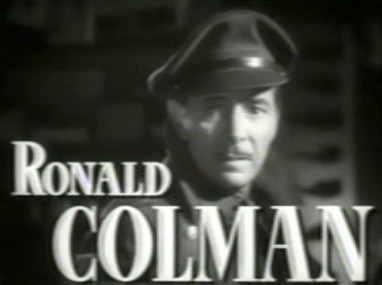
Ronald Colman

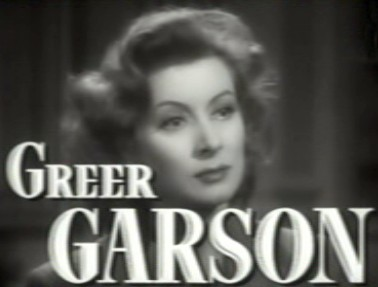
Greer Garson

Random Harvest és una pel·lícula estatunidenca dirigida per Mervyn LeRoy, estrenada el 1942.

## Argument
El dia que es declara la victòria dels aliats, un soldat amnèsic que respon al nom de Smith s'escapa de l'asil on es consumia des de feia mesos. Errant, coneix una jove que s'ocuparà d'ell. Recupera les seves facultats intel·lectuals, però la no seva memòria d'abans de guerra, Smith es converteix en periodista i viu en un poble del Devon. Per signar el seu contracte, ha d'anar a Liverpool. De camí, és atropellat per un cotxe. Aquest accident té com a conseqüència fer-li recobrar la seva real identitat. Desgraciadament, tots els seus records des de la seva sortida de l'asil s'han esborrat...

## Repartiment
- Ronald Colman: John Smith/Charles Rainier
- Greer Garson: Paula Ridgeway
- Philip Dorn: Doctor Jonathan Benet
- Susan Peters: Kitty
- Henry Travers: Doctor Sims
- Reginald Owen: Biffer
- Bramwell Fletcher: Harrison
- Rhys Williams: Sam
- Una O'Connor: estanquera
- Melville Cooper: George Rainier
- Aubrey Mather: Sheldon
- Alan Napier: Julian
- Charles Waldron: M. Lloyd
- Elisabeth Risdon: Sra. Lloyd
- Jill Esmond: Lydia
- Ivan Simpson: vicari

I, entre els actors que no surten als crèdits:
- Charles Bennett: porter
- Olive Blakeney: Srta. Barnes
- Lumsden Hare: Sir John
- Frederick Worlock: advocat

## Premis i nominacions

### Nominacions
- 1943: Oscar a la millor pel·lícula
- 1943: Oscar al millor director per Mervyn LeRoy
- 1943: Oscar al millor actor per Ronald Colman
- 1943: Oscar a la millor actriu secundària per Susan Peters
- 1943: Oscar al millor guió adaptat per George Froeschel, Claudine West, Arthur Wimperis
- 1943: Oscar a la millor banda sonora per Herbert Stothart
- 1943: Oscar a la millor direcció artística per Cedric Gibbons, Randall Duell, Edwin B. Willis i Jack D. Moore